# Low (canción de Foo Fighters)
«Low» es una canción y el tercer sencillo extraído de One by One, cuarto álbum del 2002 del grupo estadounidense Foo Fighters. Se publicó como sencillo en 2003.

## Video musical
La mayoría de los canales y emisoras de los Estados Unidos prohibieron la emisión del video musical de "Low", ya que en él se mostraban imágenes de Dave Grohl y Jack Black embriagados durante una noche en una habitación de hotel, vistiéndose con ropas de mujer y maquillándose, todo esto siendo grabado por una cámara personal que llevaba uno de los dos protagonistas. Gracias a la prohibición del video, su canción alcanzó bastante popularidad.
El video fue dirigido por Jesse Peretz y por la compañía discográfica RCA Records.

## Lista de canciones

### CD1: Roswell Records (Gran Bretaña)
1. «Low»
2. «Never Talking to You Again» (Directo, Hamburgo, Alemania, 1 de diciembre de 2002)
3. CD-ROM bonus (video)

### CD2: Roswell Records (Gran Bretaña)
1. «Low»
2. «Enough Space» (Directo, Copenhague, Dinamarca, 5 de diciembre de 2002)
3. «Low» video (CD-ROM)

### CD: Roswell Records (Australia)
1. «Low»
2. «Never Talking to You Again» (Directo, Hamburgo, Alemania, 1 de diciembre de 2002)
3. «Enough Space» (Directo, Copenhague, Dinamarca, 5 de diciembre de 2002)
4. «Low» video
5. Foo Fighters CD-ROM Bonus clip

### DVD/EP: Roswell Records (EE.UU./Canadá)
1. «Low» (Video)
2. «Times Like These» (Video)
3. «Times Like These» (Video Gran Bretaña)
4. «Times Like These» (Video acústico)